# Кашаево (Татарстан)
Кашаево (тат. Кушай) — деревня в Нижнекамском районе Татарстана. Входит в состав Шингальчинского сельского поселения.

## География
Находится в центральной части Татарстана на расстоянии приблизительно 12 км по прямой на юг от районного центра города Нижнекамск у речки Кашаева.

## История
Известна с 1680 года.

## Население
Постоянных жителей было: в 1859—161, в 1870—179, в 1884—235, в 1913—486, в 1920—441, в 1926—308, в 1949—356, в 1958—267, в 1970—229, в 1979—130, в 1989 — 66, в 2002 − 67 (татары 57 %), 31 в 2010.